# Mozambiquemus
De Mozambiquemus (Passer diffusus) is een zangvogel uit de familie van mussen (Passeridae).

## Verspreiding en leefgebied
Deze soort komt voor in zuidelijk en zuidoostelijk Afrika en telt 4 ondersoorten:
- Passer diffusus luangwae: oostelijk Zambia.
- Passer diffusus mosambicus: zuidoostelijk Zambia en noordelijk Mozambique.
- Passer diffusus diffusus: van Angola en Namibië tot westelijk Zimbabwe en noordelijk Zuid-Afrika.
- Passer diffusus stygiceps: van noordelijk Zimbabwe en zuidelijk Malawi tot zuidelijk Mozambique en oostelijk Zuid-Afrika.